# Societat Nàutica de Ginebra
La Societat Nàutica de Ginebra (SNG) és un club nàutic de Ginebra (Suïssa), fundat l'any 1872 per canalitzar la demanda existent a l'época de la pràctica de la navegació recreativa al Llac Léman. Actualment el club té més de 3.000 socis.
El seu èxit més important ha estat la victòria del seu veler Alinghi a la Copa Amèrica de vela, tot guanyant el títol l'any 2003 a Auckland i defensant-lo amb èxit el 2007 a València.